# Oryxis monticola
Oryxis es un género monotípico de plantas con flores  perteneciente a la familia Fabaceae. Su única especie:  Oryxis monticola, es originaria de Brasil.

## Taxonomía
Oryxis monticola fue descrita por (Mart. ex Benth.) A.Delgado & G.P.Lewis y publicado en Kew Bulletin 52(1): 221. 1997.
Basónimo
- Dolichos monticola Mart. ex Benth.[1]